# Denniz Pop
Dag Krister Volle, plus connu comme Denniz PoP né le 26 avril 1963 en Suède et mort le 30 août 1998 en Suède, est un DJ, parolier et compositeur suédois.

## Carrière
Il commence une carrière de DJ dans les années 1980 puis fonde le label SweMix. En 1991, il rencontre Max Martin et prend ensuite le nom d'artiste Denniz PoP. L'année suivante il fonde Cheiron Studios. De 1991 jusqu'à sa mort, Denniz PoP produit plusieurs chansons notamment pour Dr. Alban et Ace Of Base dont, seul sans Max Martin, le succès planétaire All That She Wants du premier album Happy Nation, puis en binôme des tubes pour les Backstreet Boys, *NSYNC, Britney Spears de nombreuses fois, E-Type, Rick Astley, Robyn ou 5ive.
Denniz PoP meurt le 30 août 1998 dans sa résidence de Suède à l'âge de 35 ans d'un cancer de l'estomac. Il laisse dans le deuil sa petite-amie, Jessica Folcker ainsi que son fils qui a onze ans à l'époque. Les Backstreet Boys ouvrent leur vidéoclip Show Me The Meaning Of Being Lonely en lui faisant mention. Le groupe E-Type lui dédient un honneur dans leur album Last Man Standing. Britney Spears le remercie après avoir remporté le prix pour la Chanson de l'année aux MTV Video Music Awards 1999.